# Tian Zhuangzhuang
Dans ce nom chinois, le nom de famille, Tian, précède le nom personnel.
Tian Zhuangzhuang (chinois simplifié : 田壮壮 ; chinois traditionnel : 田壯壯 ; pinyin : Tián Zhuàngzhuàng), né en 1952 à Pékin, en Chine, est un réalisateur de film chinois.

## Biographie
Il est le fils de Tian Fang, un acteur célèbre des années 1930 et un réalisateur de film, et de Yu Lan, une actrice qui fut ensuite directrice du studio de cinéma pour enfants de Chine. Pendant la Révolution culturelle, il rejoint les Gardes rouges, puis s'engage dans l'armée pendant 5 ans.
Tian a commencé sa carrière comme un photographe, et aussi a travaillé au studio de cinéma agricole en Chine. Il a reçu son diplôme de l'Université de cinéma de Pékin en 1982, ainsi que plusieurs autres réalisateurs de la cinquième génération, y compris Hu Mei, Chen Kaige et Zhang Yimou.
L'œuvre de Tian a causé beaucoup de controverse avec le gouvernement de la Chine, surtout son film Le Voleur de Chevaux; comme nombre des premiers films de Tian, il concerne l'une des minorités ethniques en Chine, ici les Tibétains. Avec Le Voleur de Chevaux, Tian remporte le Prix d'Aide à la distribution 1988 au Festival international de films de Fribourg. Il est le numéro 1 des films préférés des années 1990 de Martin Scorsese) et Le Cerf-volant Bleu, un film au sujet des événements de la campagne des Cent Fleurs, le Grand Bond en avant, et la Révolution culturelle. Le Cerf-volant bleu est présenté au Festival de Cannes 1993 sans l'aval des autorités chinoises, ce qui vaut à Tian Zhuangzhuang une interdiction de filmer de 9 ans. En 2002, il réalise le film Printemps dans une petite ville, basé sur le film de Fei Mu de 1948. En 2004, il réalise le premier documentaire en HDTV de la Chine, un film appelé Delamu, au sujet des minorités ethniques dans le Yunnan et au Tibet.

## Filmographie

### Réalisateur
- 1982 : L'Éléphant rouge (红象, Hóng xiàng)
- 1984 : Septembre (en) (九月, Jiǔ yuè)
- 1984 : La Loi du terrain de chasse (猎场扎撒, Lièchǎng zhā sā)
- 1986 : Le Voleur de chevaux (盗马贼, Dào mǎzéi)
- 1987 : The Street Players (鼓书艺人, Gǔ shū yìrén)
- 1988 : Le Jeune Danseur de Rock (摇滚青年, Yáogǔn qīngnián)
- 1988 : La Vie illégale (zh) (特别手术室, Tèbié shǒushù shì)
- 1991 : L'Eunuque impérial (大太监李莲英, Dà tàijiàn lǐliányīng)
- 1993 : Le Cerf-volant bleu (蓝风筝, Lán fēngzhēng)
- 2002 : Printemps dans une petite ville (小城之春, Xiǎochéng zhī chūn)
- 2004 : Delamu (zh) (茶马古道：德拉姆, Chá mǎ gǔdào: Dé lā mǔ)
- 2006 : The Go Master (zh) (吴清源, Wúqīngyuán)
- 2009 : The Warrior and the Wolf (zh) (狼灾记, Láng zāi jì)

### Acteur
- 2017 : Love Education de Sylvia Chang
- 2018 : Us and Them de Rene Liu
- 2019 : My People, My Country

## Référence
1. ↑  Tian Zhuangzhuang Festival des cinémas d'Asie